# Iglesia de San Francisco (Santa Marta)
La iglesia de San Francisco de Asís es un templo católico adscrito a la Orden Franciscana situado en Santa Marta, la capital del departamento de Magdalena (Colombia). Se encuentra en la plaza de San Francisco, en el centro histórico de la ciudad. Fue construida en el siglo XVI y en su estructura externa hay elementos arquitectónicos que emulan su época inicial. Su interior fue reconstruido después del incendio de 1962

## Historia
El templo fue construido en 1597, por gestión del Obispo de Santa Marta, Sebastián de Ocando.
En 1676 un grupo numeroso de filibusteros y corsarios afines a Henry Morgan convirtieron el templo en una cárcel de mujeres.
En 1821 los franciscanos salieron de Santa Marta. En 1834 un fuerte terremoto sacudió a Santa Marta y destruyó parte de la Iglesia.

### SigloXX
En 1947 los franciscanos regresaran a Santa Marta por petición del obispo.
El 29 de junio de 1962 la iglesia se incendió. La conflagración se debió al fuego de una veladora, que alcanzó el mantel del altar mayor. De la catástrofe solo se salvaron la fachada colonial y la escultura del Cristo Negro.
Las obras de la nueva iglesia comenzaron en noviembre de 1963 y el nuevo templo fue inaugurado en 1964.
Las actuales dependencias de la iglesia y despacho parroquial fueron remodeladas entre junio de 1997 y el 6 de junio de 1998, fecha en que el edificio fue bendecido.

## Arquitectura
La fachada colonial consta de un óculo central y dos ventanas a los lados de la entrada. En las esquinas del campanario y de lafacha hay pequeñas pirámides en mampostería. La planta de la iglesia consiste en un rectángulo angosto que se prolonga hasta la calle 12.

## Galería

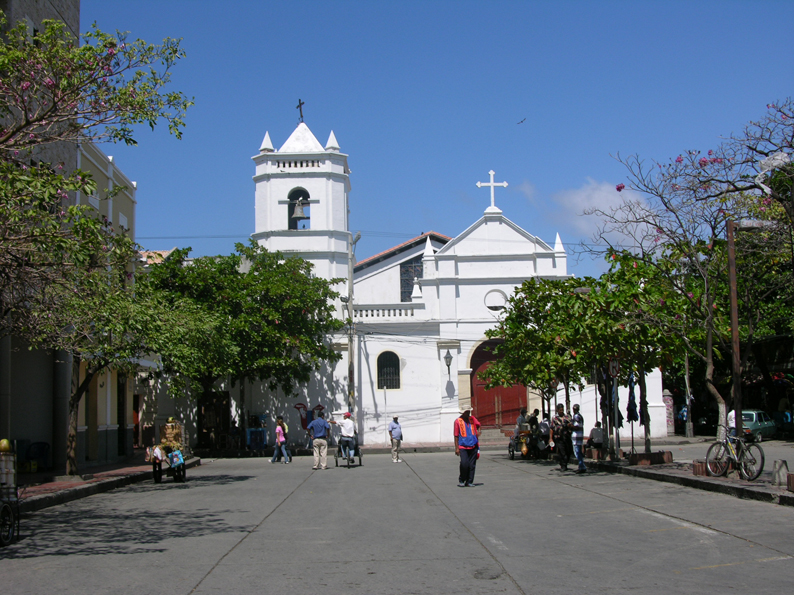
Aspecto en 2009
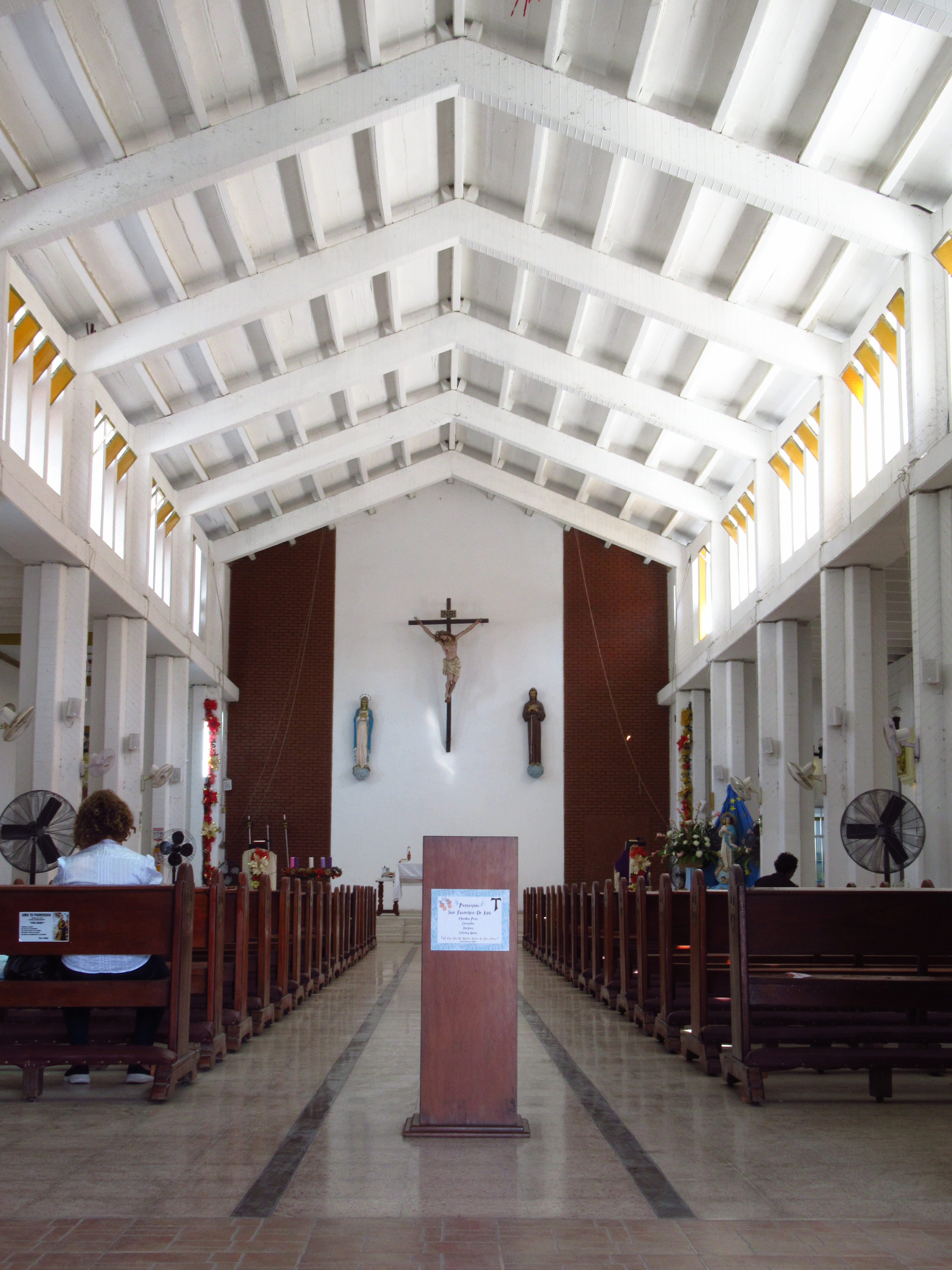
Nave central
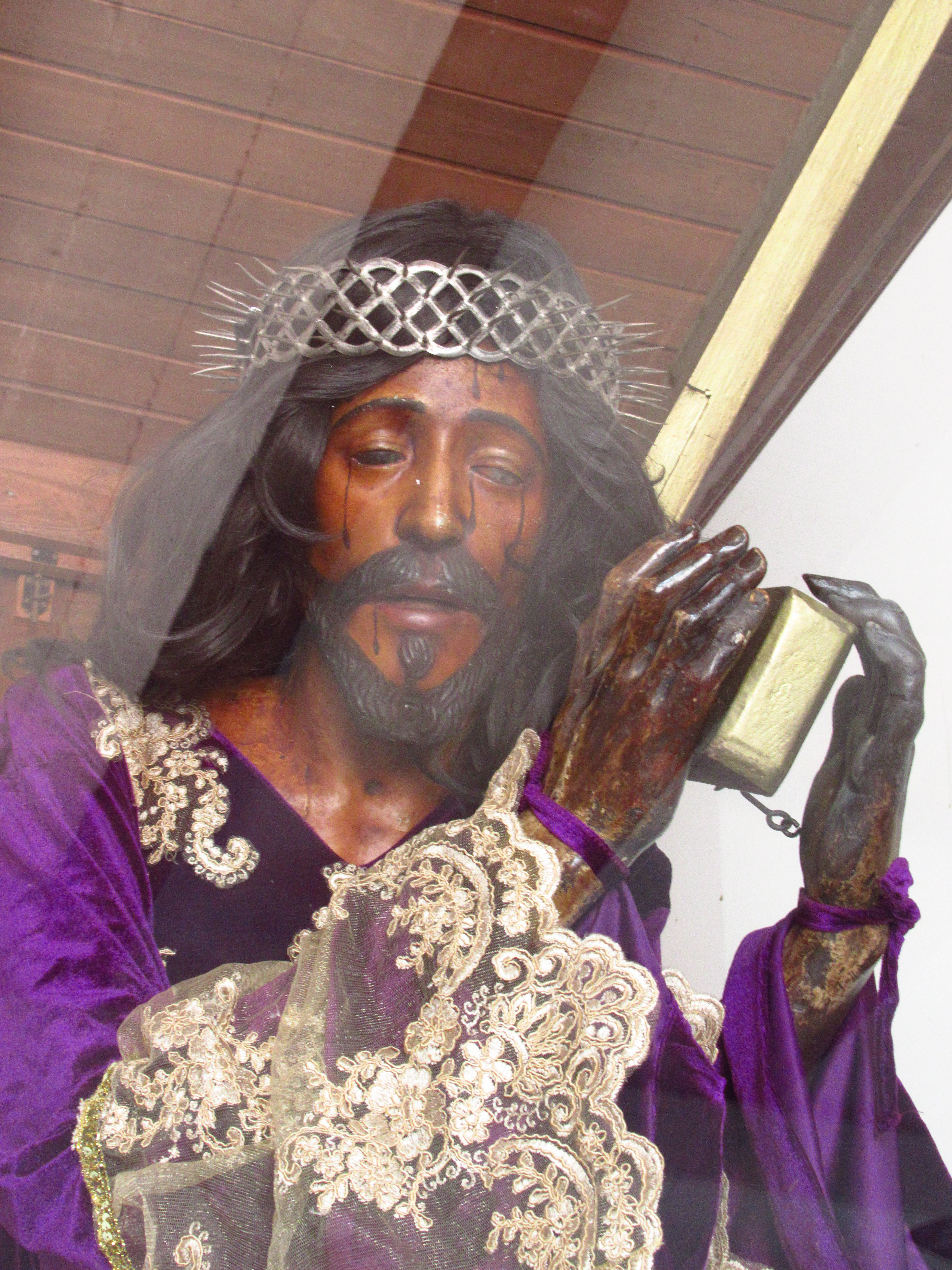
El Cristo Negro
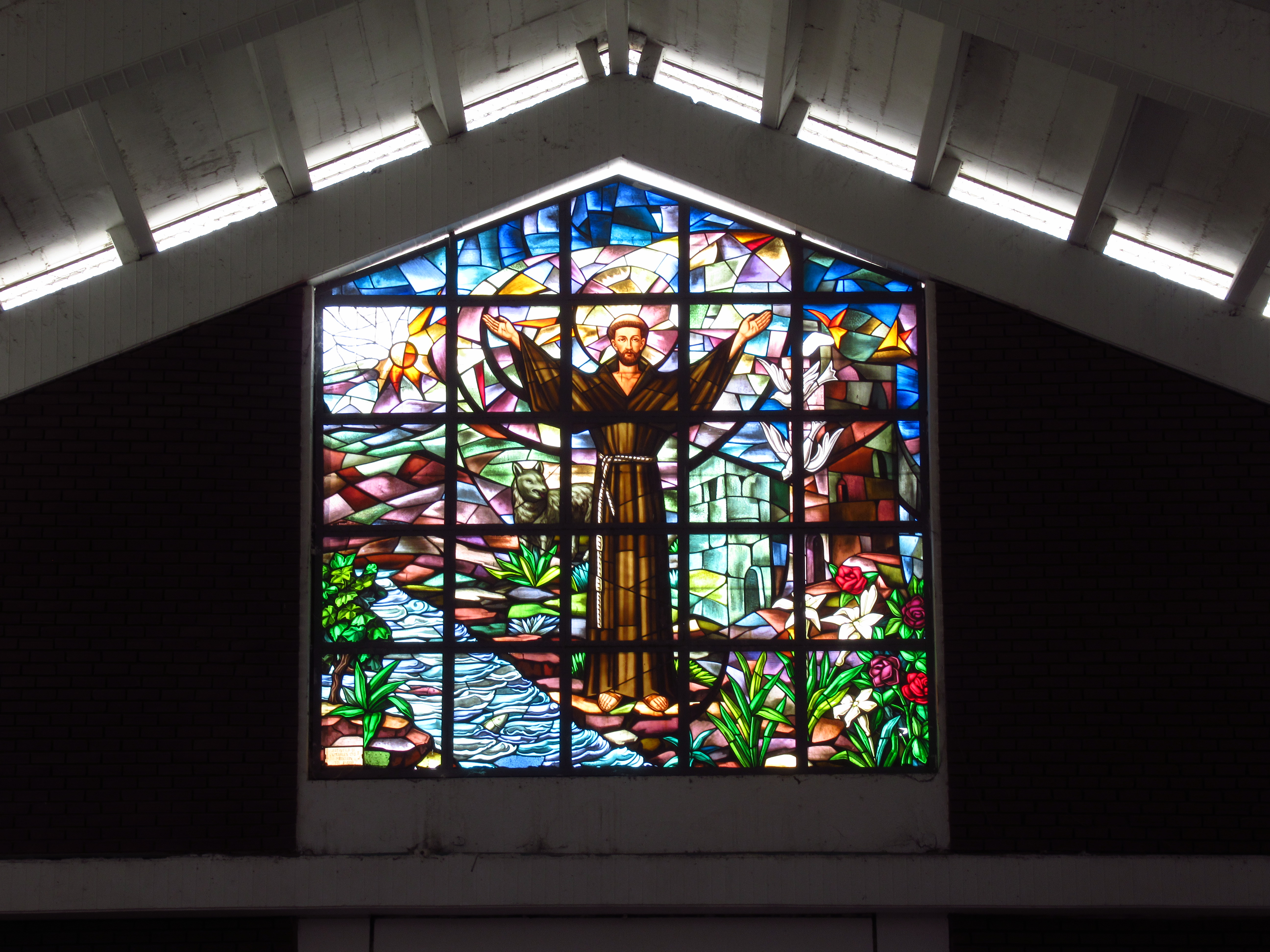
Vitral sobre con San Francisco
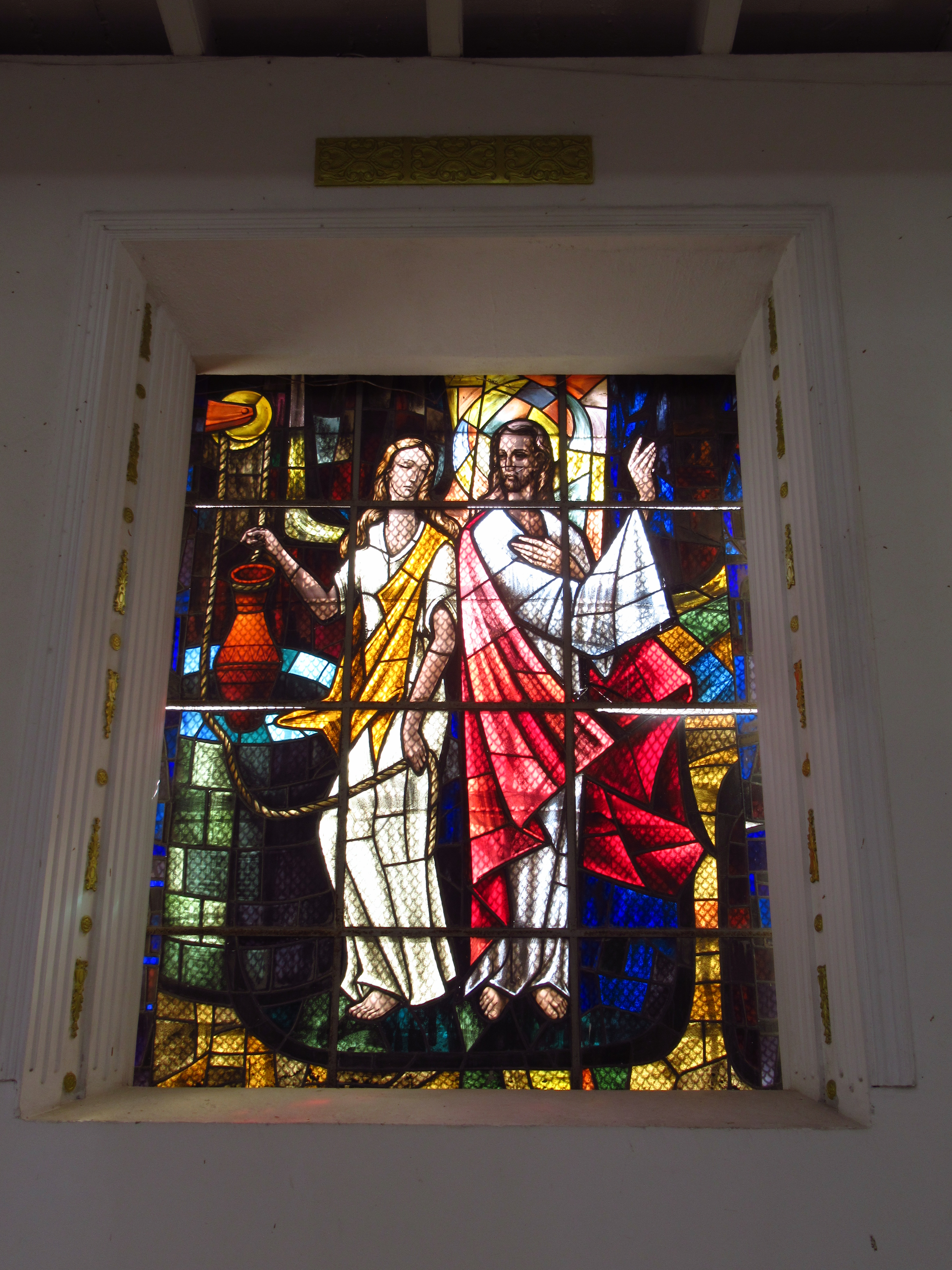
Vitral de Jesús y la mujer samaritana
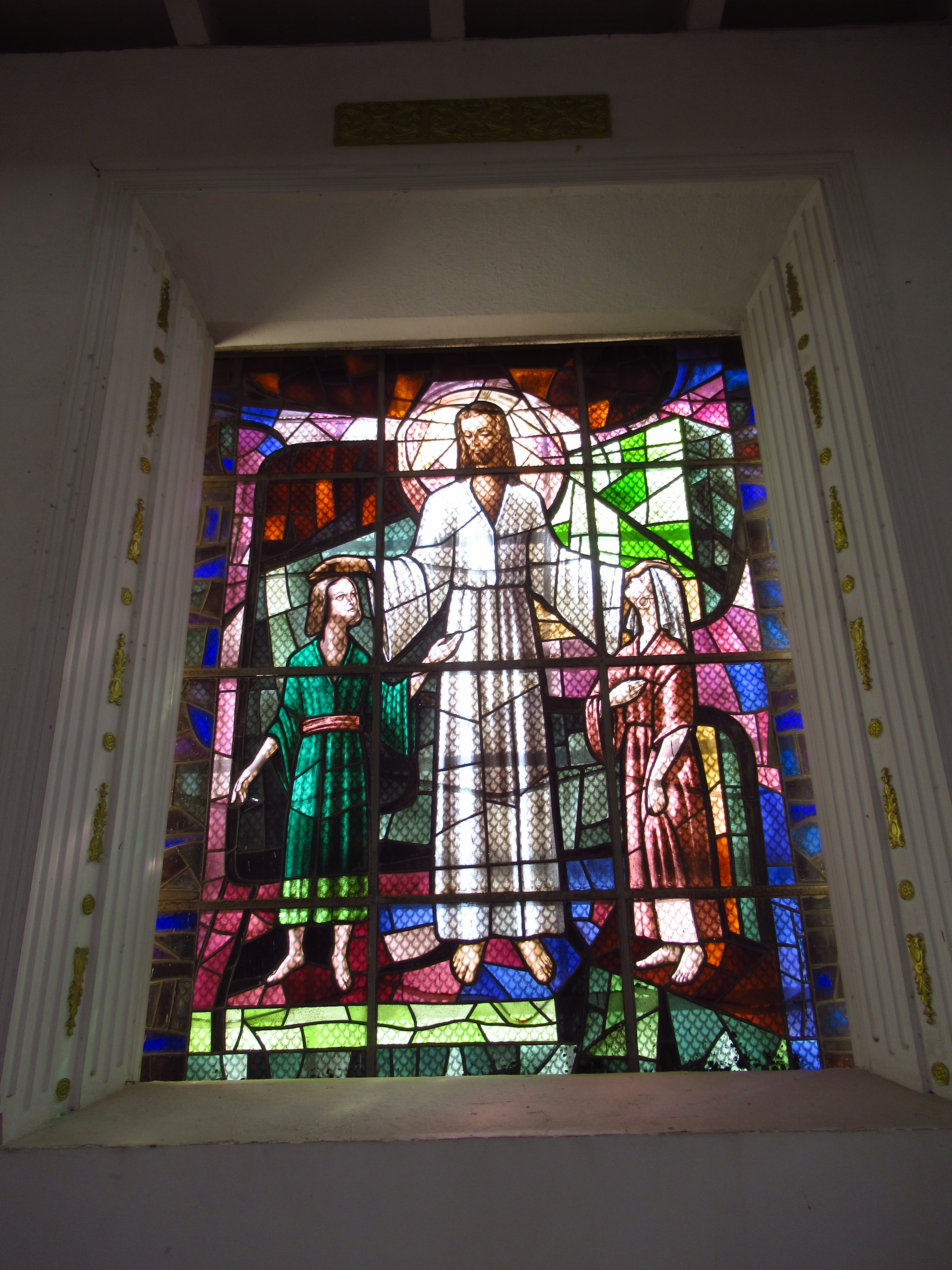
Vitral de Jesús bendiciendo a los niños